# Henri Dudni
Henri Dudni (Mejfild, 10. april 1857. — Luis, 23. april 1930) bio je engleski matematičar i jedan od vodećih svetskih sastavljača matematičkih zagonetaka.

## Život
Henri Dudni potiče iz porodice s matematičkom tradicijom, njegov otac i deda bili su učitelji u Luisu. Iako je imao samo osnovno obrazovanje, Veoma ga je zanimala matematika, izučavao je matematiku i njenu istoriju u svoje slobodno vreme.
S 13 godina počeo je da radi u Civil Service (vrsta državne uprave u UK), ali je nastavio proučavanje matematike i šaha. Počeo je da piše članke za časopise i pridružio se grupi pisaca u kojoj je bio i Artur Konan Dojl. Istovremeno je pod pseudonimom Sphinx objavljivao matematičke zagonetke. Oženio se 1884. s Alis Vifin, koja je u to doba bila popularni pisac, što je omogućavalo porodici dobro finansijsko stanje.
Celi život posvetio je matematici i matematičkim zagonetkama. Imao je i dosta hobija (bilijar, kuglanje i kroket), a kao pijanista i organista interesovao se za crkvenu muziku.
Umro je od raka grla 1930.

## Rad
Sem Lojd je 1893. počeo da šalje svoje zagonetke u Englesku. Uskoro su on i Dudni počeli prepisku, kao vodeći sastavljači zagonetaka u to doba. Od njih dvojice, Dudni je pokazivao više matematičkog umeća. Mnoge zagonetke je poslao Lojdu. Bio je vrlo uzrujan kad je Lojd počeo da ih objavljuje pod svojim imenom i prekinuo je saradnju s njim.
Nakon raskida saradnje s Lojdom, Dudni je počeo da šalje svoje priloge mnogim tadašnjim časopisima (Blighty, Cassell's, The Queen, Tit-Bits i Weekly Dispatch), a preko 30 godina uređivao je kolumnu Perplexities u časopisu Strand Magazine.
Kraljevsko društvo je bilo zainteresovano za njegov haberdasher's problem, zagonetku iz geometrije u kojoj jednakostranični trougao treba podeliti na 4 dela i od njih složiti kvadrat. Dudeney je problem predstavio Kraljevskom društvu 1905.

### Doprinos matematici
Veliki francuski matematičar Adrien-Mari Legendre je "dokazao" da ne postoje dva pozitivna racionalna broja čiji je zbir kubova jednak 6. Taj "dokaz" Dudeni je oborio:
{\displaystyle \left({\frac {17}{21}}\right)^{3}+\left({\frac {37}{21}}\right)^{3}=6}
a uz to je našao i dva racionalna broja čiji je zbir kubova 9:
{\displaystyle \left({\frac {415280564497}{348671682660}}\right)^{3}+\left({\frac {676702467503}{348671682660}}\right)^{3}=9}

### Verbalna aritmetika
Dudeniju se pripisuju zasluge za izum kriptograma (iako je zagonetka dosta starija), odnosno "verbalne aritmetike" kako je on to nazvao u zadatku objavljenom jula 1924. u Strand Magazineu:
```
    S E N D

+   M O R E

= M O N E Y
```

Rešenje kriptograma je: O = 0, M = 1, Y = 2, E = 5, N = 6, D = 7, R = 8, i S = 9

### Šah
Pored zagonetaka, Dudni se dosta bavio šahovskim problemima. Predsedavao je osnivačkoj skupštini najstarijeg svetskog društva problemista, British Chess Problem Society. Kao i Lojd, izdao je mnogo nestandardnih šahovskih problema, kao npr. naći mat u 6 poteza: beli ima sve figure na svojim početnim poljima, dok crni ima samo kralja na početnom polju.

## Publikacije
- The Canterbury Puzzles (1907)
- Amusements in Mathematics (1917)
- The World's Best Word Puzzles. (1925)
- Modern Puzzles (1926)
- Puzzles and Curious Problems (1931, posthumno izdala njegova udovica)
- A Puzzle-Mine (bez datuma, posthumno)
- Martin Gardner (izdavač): Dudeney's 536 puzzles and curious problems (1967)

## Spoljašnje veze
- Biografija na web stranici The University of St Andrews.
- Henry Dudeney na Project Gutenberg